# وكالة القدس الإخبارية
وكالة أنباء تأسست في 16 يونيو عام 2006، وتعمل على نقل الأحبار والأحداث في الساحتين الفلسطينية والأردنية.

## الجوائز
- جائزة تقدير من المركز الفلسطيني للإعلام عام 2014
- جائزة تقدير من وزارة الإعلام 2010 المركز الأول لجائزة الصحافة العربية في دبي عام 2012
- المركز الثاني في المحور الصحفي بجائزة القلم الحر

## المنتجات
- أخبار مكتوبة
- أخبار مصوّرة
- مقاطع مصوّرة
- تقارير إخباريّة
- وثائقيّات
- أفلام قصيرة
- برامج مسجّلة
- مباشرات إخباريّة